# Punktsvampmal
Punktsvampmal (Montescardia tessulatella) är en fjärilsart som först beskrevs av Friederike Lienig och Philipp Christoph Zeller 1846.  Punktsvampmal ingår i släktet Montescardia, och familjen äkta malar. Arten är reproducerande i Sverige.